# Maksym Diaczuk
Maksym Rostysławowycz Diaczuk, ukr. Максим Ростиславович Дячук (ur. 21 lipca 2003 w Jasinie, w obwodzie zakarpackim) – ukraiński piłkarz występujący na pozycji obrońcy w polskim klubie Lechia Gdańsk, do którego został wypożyczony z Dynama Kijów.

## Kariera klubowa
Wychowanek Szkoły Sportowej w Rachowie oraz klubów Nika Iwano-Frankiwsk, Skała Stryj i Dynamo Kijów, barwy których bronił w juniorskich mistrzostwach Ukrainy (DJuFL). Karierę piłkarską rozpoczął 7 września 2019 roku w juniorskiej drużynie juniorskiej Dynama Kijów U-17. 11 lipca 2022 został wypożyczony do FK Ołeksandrija, w składzie którego 2 października 2022 zadebiutował w Premier-lidze w wygranym 2:1 meczu z Czornomorcem Odessa. Na początku 2023 wrócił do Dynama.
16 lipca 2025 został wypożyczony do Lechii Gdańsk.

## Kariera reprezentacyjna
W 2019 występował w juniorskiej reprezentacji Ukrainy.

## Sukcesy

### Sukcesy klubowe
Dynamo Kijów U-19
- wicemistrz Ukrainy U-19: 2021/22